# Expedition 5
L'Expedition 5 è stato il quinto equipaggio della Stazione spaziale internazionale.

## Equipaggio
| Ruolo               | Giugno – Dicembre 2002                 |
| ------------------- | -------------------------------------- |
| Comandante          | Valerij Korzun, Roscosmos Secondo volo |
| Ingegnere di volo 1 | Peggy Whitson, NASA Primo volo         |
| Ingegnere di volo 2 | Sergej Treščëv, Roscosmos Primo volo   |

## Parametri della missione
- Perigeo: 384 km
- Apogeo: 396 km
- Inclinazione: 51,6°
- Periodo: 1 ora e 32 minuti

- Aggancio: 7 giugno 2002, 16:25 UTC
- Sgancio: 2 dicembre 2002, 20:05 UTC
- Durata dell'attracco: 178 giorni, 3 ore e 40 minuti